# Close the Door
Close the Door (Hangul: 닫아줘; alternativamente: Close It) é uma canção do gênero waltz interpretada pela boy band sul-coreana Shinee. Foi incluída como sexta faixa em seu quinto EP, Everybody, que foi lançado digitalmente em 14 de outubro de 2013 sob a gravadora SM Entertainment e distribuído pela KMP Holdings. "Close the Door" Foi a terceira faixa do EP a ser desvendado e também foi performada durante o ciclo promocional.

## Antecedentes e produção
O site de música nacional Naver Music descreveu que "Close the Door"", pertence ao gênero musical waltz. De acordo com o site, a base instrumental utiliza uma mistura complexa de picadas de sintetizadores e cordas para produzir uma melodia "bela" - que reinventa o estilo de música relativamente 'pré-histórico' na indústria da música coreana. Tinymixtapes.com observou que "Close the Door", destaca a natureza experimental e versátil da música do Shinee que freqüentemente aparece em territórios desconhecidos. A canção foi produzida pelo veterano artista e compositor de hip hop sul-coreano, Jinbo. Além de lidar com o arranjo e composição, ele também escreveu as letras que falam sobre a perspectiva da primeira pessoa - "implorando o amante para fechar a porta do seu coração, pois é muito doloroso ir mais longe na sua relação de amor unilateral". Esta colaboração também marcou a primeira participação em produção musical de Jinbo com qualquer artista que reside sob a SM Town.

## Promoção
A primeira performance de "Close the Door", foi transmitida ao vivo em 13 de outubro de 2013 no The Music Trend, juntamente com "Symptoms" e "Everybody". Durante a fase das apresentações no estilo preto e branco, os membros do Shinee usaram chapéus que foram usados para o photoshoot do álbum Everybody, O grupo também performou a canção em 30 de outubro de 2013 Show Champion.

## Desempenho nas paradas
| Gráfico                      | Melhores posições |
| ---------------------------- | ----------------- |
| Gaon Weekly singles          | 31                |
| Gaon Streaming Singles chart | 131               |
| Gaon Download Singles chart  | 32                |